# Посох
По́сох — шест (трость) особого вида и назначения.
Во многих религиях посох является знаком власти, которым пользуется высшее духовенство. В православии имеются святительские и настоятельские посохи, которые изготавливали из серебра: чеканные, черневые, эмалевые или костяные, с серебряными частями. Звенящий посох глашатаев в древней Руси — бирюч.
Посох использовался как оружие, пастухи ловили животных посохами с крюком на конце. Также это вспомогательное средство для облегчения передвижения пешком, средство промера глубины брода и так далее. Считается, что в древности посохи наделялись определённой магической силой для различных целей. Основным назначением посоха было опирание на него при ходьбе. Позже стал знаком различия у отдельных представителей общества (церковный посох, офицерская трость, скипетр и так далее).
В геральдике изображения посоха символизируют умение править, превосходство над неразумностью и достаток.
Посох Якова — угломерный инструмент для астрономических наблюдений.